# ピエット・オームス

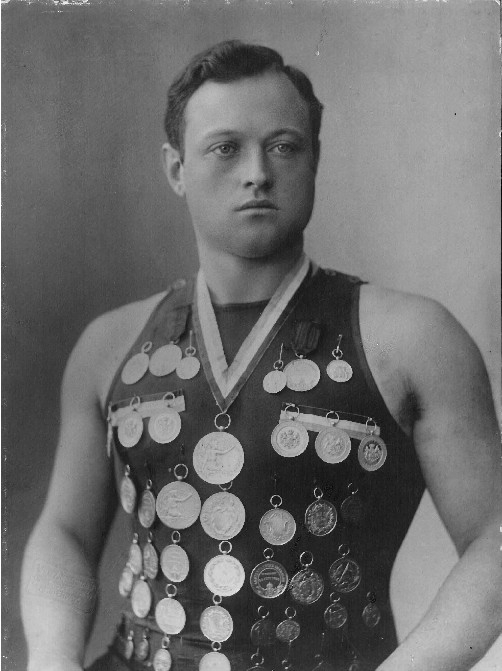
Pieter Lodewijk Ooms.

ピエット・オームス（Pieter Lodewijk "Piet" Ooms、1884年12月11日 - 1961年2月14日）はオランダ、アムステルダム出身の競泳選手、水球選手。
1908年ロンドンオリンピックにオランダ代表で出場、競泳1500m自由形で1次ラウンド3位（27分24秒4）で敗退した。水球にも出場しチームは1回戦で敗れ4位に終わった。